# Concepción (Iribarren)
Pour les articles homonymes, voir Concepción.
Concepción est l'une des dix paroisses civiles de la municipalité d'Iribarren dans l'État de Lara au Venezuela. Sa capitale est Barquisimeto, chef-lieu de la municipalité et capitale de l'État, dont elle constitue l'une des paroisses civiles urbaines. Elle accueille plusieurs édifices et lieux emblématiques de la ville, comme la cathédrale de Barquisimeto, le cimetière vieux, le parc Ayacucho et l'extrémité orientale des pistes de l'aéroport international Jacinto-Lara.

## Géographie

### Démographie
Hormis certains des quartiers centraux de la ville de Barquisimeto dont Concepción constitue l'une des paroisses civiles urbaines, celle-ci comporte également d'autres localités, parmi lesquelles :
- Barquisimeto
  - Bella Vista
  - Centro (le « centre », partagé avec Catedral)
  - Negro Primero
  - Santo Domingo
  - Urbanización Obelisco
- Las Vegas

## Lieux remarquables

### Édifices religieux
Parmi les édifices remarquables, peuvent être cités la cathédrale de Barquisimeto achevée en 1968, le stade Daniel-Chino-Canonico et le cimetière vieux (cementerio viejo de Barquisimeto).

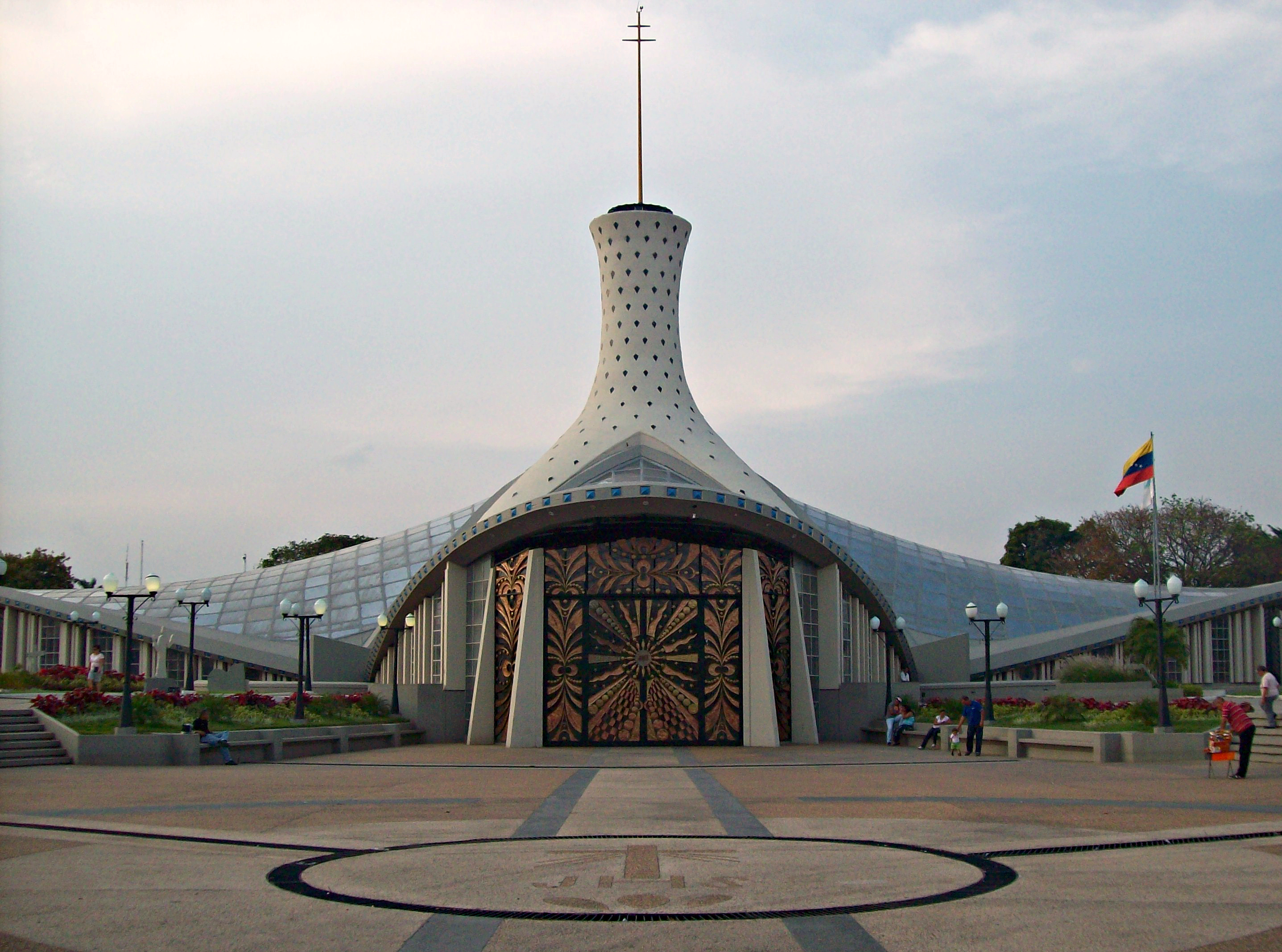
La cathédrale de Barquisimeto, en 2012.

### Parcs et jardins
Plusieurs parcs et jardins verdissent la paroisse civile urbaine très dense, tels que le parc Ayacucho, le parc Alberto-Raveli, le parc thématique Bosque-Macuto, ou les places Miranda et San-Juan.

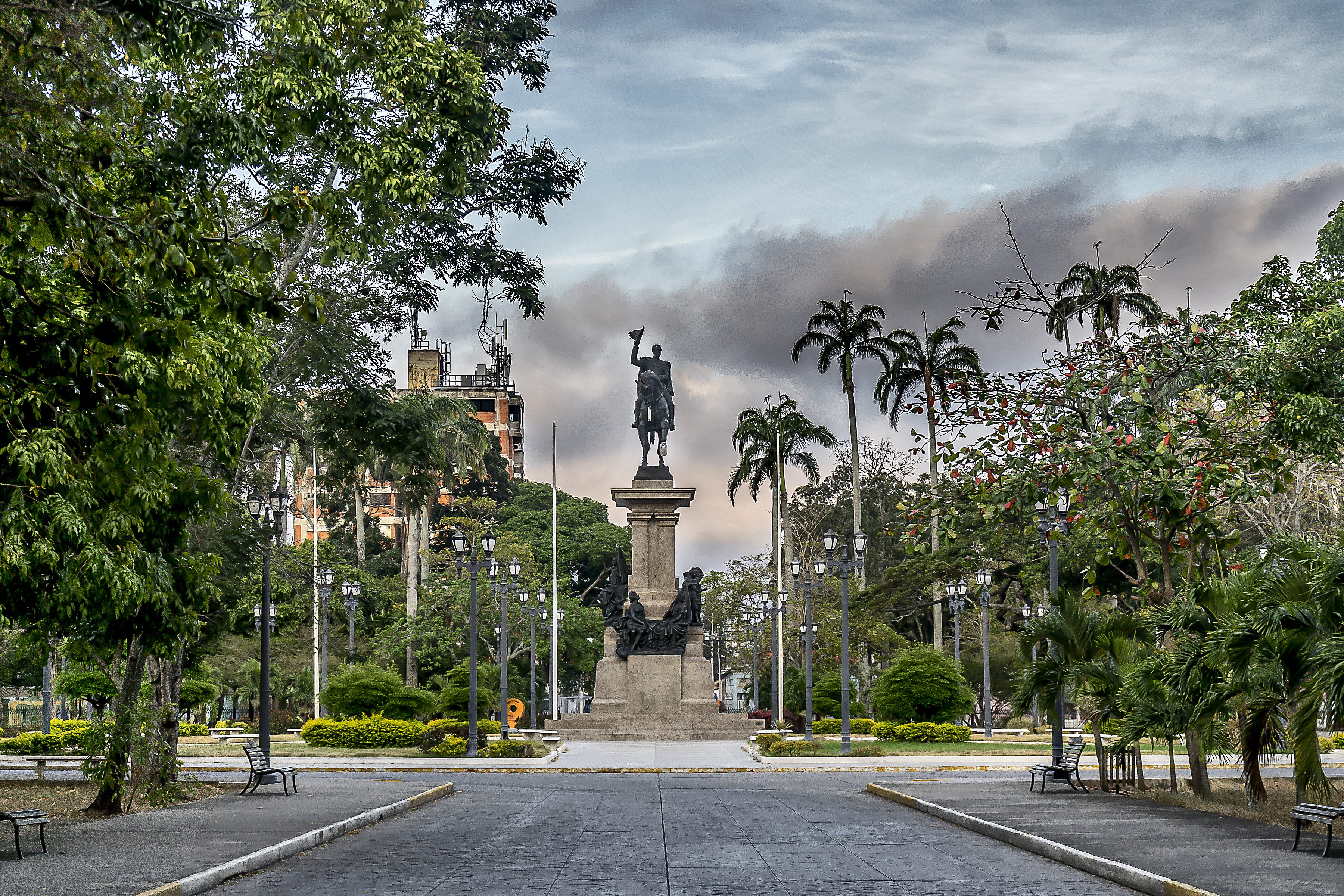
Le parc Ayacucho, en 2017.